# 发现鸟属
发现鸟属（学名：Explorornis，意为“被发现的鸟”，由拉丁语explōrō〈发现〉及古希腊语ornis／όρνις〈鸟〉组成）是中生代鸟类的一个属，生存于距今9000万年的土仑阶中晚期，化石发现于今乌兹别克斯坦克孜勒库姆沙漠的贝斯克提组。
沃氏发现鸟（E. walkeri，标本PO 4825）原为反鸟属的一种，但模式种尼氏发现鸟（E. nessovi，PO 4819）的描述中发现其与南美洲的反鸟并不是同一个属，再综合生物地理学及生存年代而更加确认了这一点。两个种分别得名自著名古生物学家列夫·亚历山德罗维奇·尼索夫Lev Alexandrovich Nesov（1947–1995）与埃里克·唐纳德·沃克。
尼氏种体型稍小，生前可能长15—20（5.9—7.9英寸），较大的沃氏种身长则有可能超过25（9.8英寸）。
由于只有喙骨发现，该分类单元的系统发育位置仍悬而未决。尽管其非常类似进阶反鸟类，但仍需更多材料以确认其是否属于真反鸟类。